# دنده اضافی (مجموعه تلویزیونی ۲۰۱۶)
تخت گاز: دنده اضافی (به انگلیسی: Extra Gear) نام یک برنامهٔ تلویزیونی شبکه بی‌بی‌سی در زمینه اتومبیل رانی است. در حال حاضر پخش این مجموعه تلویزیونی هنوز از شبکه بی‌بی‌سی فارسی هر چهارشنبه ساعت ۲۱ پخش می‌شود.
مجریان اصلی این برنامه عبارتند از مت له بلانک، کریس هریس، روری رید است.
تخت گاز برای اولین بار از شبکه بی‌بی‌سی فارسی به صورت دوبله با زبان فارسی شروع به پخش کرد و پخش آن همچنان هر چهارشنبه ساعت ۲۱ از این شبکه ادامه دارد.
بعد از استقبال از برنامه تخت گاز در بی‌بی‌سی فارسی صدا و سیما نیز به پخش آن پرداخت. این برنامه از شبکه مستند صدا و سیما با نام «استارت» پخش می‌شود.

## تعداد قسمت‌ها
| فصل | قسمت‌ها | قسمت‌ها | تاریخ اصلی روی آنتن رفتن | تاریخ اصلی روی آنتن رفتن | تاریخ اصلی روی آنتن رفتن |
| فصل | قسمت‌ها | قسمت‌ها | اولین بار                | آخرین بار                | شبکه                     |
| --- | ------ | ------ | ------------------------ | ------------------------ | ------------------------ |
| ۱   | ۶      | ۶      | ۲۹ مه ۲۰۱۶               | ۳ ژوئن ۲۰۱۶              | بی‌بی‌سی سه                |
| ۲   | ۷      | ۷      | ۵ مارس ۲۰۱۷              | ۲۳ مه ۲۰۱۷               | بی‌بی‌سی دو                |
| ۳   | ۶      | ۶      | ۲۵ فوریه ۲۰۱۸            | ۱ آوریل ۲۰۱۸             | بی‌بی‌سی دو                |
| ۴   | ۵      | ۵      | ۱۷ فوریه ۲۰۱۹            | ۱۷ مارس ۲۰۱۹             | بی‌بی‌سی دو                |

دنده اضافی در ۴ فصل ۳۰ دقیقه ای از سال ۲۰۱۶ تا ۲۰۱۹ از بی‌بی‌سی جهانی شروع به پخش کرد.